# Marquez (Teksas)
Marquez je grad u američkoj saveznoj državi Teksas. Prema popisu stanovništva iz 2010. u njemu je živjelo 263 stanovnika.